# Вијано (Ређо Емилија)
Вијано (итал. Viano) је насеље у Италији у округу Ређо Емилија, региону Емилија-Ромања.
Према процени из 2011. у насељу је живело 1117 становника. Насеље се налази на надморској висини од 218 м.

## Становништво
| 1931. | 1936. | 1951. | 1961. | 1971. | 1981. | 1991. | 2001. | 2011. |
| ----- | ----- | ----- | ----- | ----- | ----- | ----- | ----- | ----- |
| 4.142 | 4.287 | 4.158 | 3.348 | 2.546 | 2.471 | 2.670 | 3.017 | 3.377 |